# Aeroportul El Hierro
Aeroportul El Hierro (IATA: VDE, ICAO: GCHI) este un aeroport din El Hierro, Provincia Santa Cruz de Tenerife, Insulele Canare, Spania ce deservește zona El Hierro. Aeroportul a fost tranzitat în 2022 de 273.687 de pasageri. A fost deschis în decembrie 1972 și numit după zona deservită.
Situat la o altitudine de 32 m, aeroportul dispune de 1 pistă. Este operat de ENAIRE⁠(d).

## Infrastructură

### Piste
Aeroportul dispune de o singură pistă. Pista 16/34 are suprafața de asfalt și dimensiunile 1.250 m × 30 m. 